# Cymatiella pumilio
Cymatiella pumilio is een slakkensoort uit de familie van de Cymatiidae. De wetenschappelijke naam van de soort werd voor het eerst geldig gepubliceerd in 1903 door Hedley.